# Орлова Любов Петрівна
Любов Петрівна Орлова (29 січня (11 лютого) 1900, Звенигород, Московська область — 26 січня 1975, Москва, РРФСР) — російська акторка, кумирка радянських глядачів 1930—1950-х років. Лауреатка двох Сталінських премій першого ступеня (1941, 1950), народна артистка СРСР.

## Біографія
Любов Орлова народилася 29 січня (11 лютого) 1900 року в підмосковному Звенигороді в дворянській родині. Її батько, Петро Федорович Орлов, належав до дворянства Полтавської губернії та служив у військовому відомстві. Мати, Євгенія Миколаївна Сухотина, походила зі старовинного дворянського роду. Батьки бажали, щоб дочка стала професійною піаністкою, і, коли їй виповнилося сім років, її віддали в музичну школу. У 1919—1922 роках Любов Орлова навчалася у Московській консерваторії за класом рояля. Через важке матеріальне становище навчання в консерваторії не було закінчено.
У період 1922—1925 років — навчання на хореографічному відділенні Московського театрального технікуму. Одночасно Любов Орлова брала уроки акторської майстерності у педагогині Е. С. Телешової, режисерки Художнього театру. У 1920—1926 роках працювала таперкою в кінотеатрах Москви (музичний супровід німих кінофільмів) в кінотеатрі «Уніон» (пізніше — кінотеатр повторного фільму), кінотеатрах «Арс», «Великий Німий», «Орфеум». Брала участь у концертних виступах перед кіносеансами в кінотеатрі «Арс». В 1926—1933 роках стала хористкою, потім акторкою музичного театру (спочатку — Музичної студії при МХАТі) під керівництвом В. І. Немировича-Данченка.
Будучи артисткою хору та кордебалету, Орлова була зайнята в основному в епізодичних ролях. Проте навіть у цих ролях її музичний і драматичний талант багатьом впадав у вічі. У 1932 році роль Періколи в однойменній опереті Жака Оффенбаха вивела Орлову зі складу хору і зробила солісткою. 
1926—1930 роки — шлюб із Андрієм Берзіним (1893—1947/8), заступником наркома землеробства. У 1930 році чоловік заарештований у справі Трудової селянської партії, а 1938 року повторно заарештований і поміщений у ГУЛАГ. 1932—1933 роки — цивільний шлюб з Францем, австрійським підприємцем, імпресаріо. Точних відомостей про нього немає.

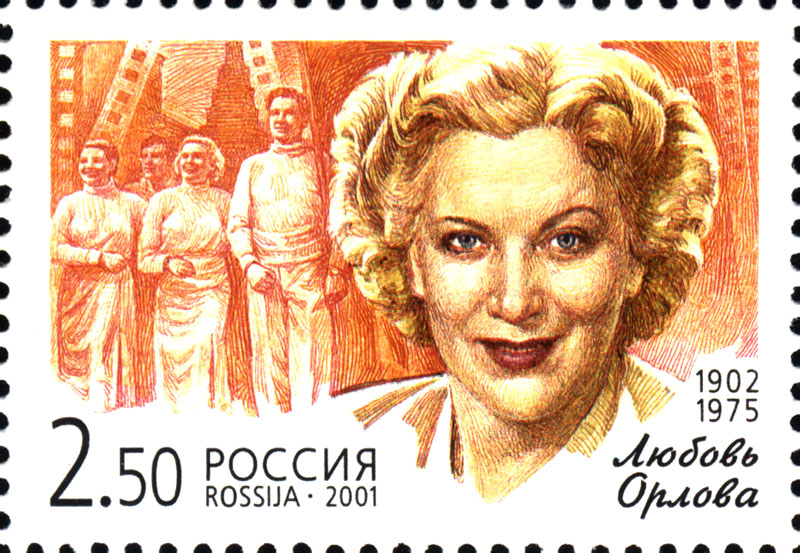
Любов Орлова

1933 року Любов Орлова познайомилась з Григорієм Васильовичем Александровим (Мормоненко). 1933 року художник Петро Вільямс порадив Александрову сходити в музичний театр при МХАТі, де у виставі «Періколи» блискуче грала 31-річна Любов Орлова. Режисер прийшов на виставу і був полонений не тільки талантом акторки, але й її зовнішністю. Того ж дня вони познайомилися. Сумнівів у тому, хто буде грати роль Анюти в його новому фільмі, в Александрова після цього не залишилося.
Становлення і стрімкий підйом радянського кінематографу в 1930-х немислимий без участі Любові Орлової. Багато в чому завдяки високій артистичній майстерності, надзвичайно виграшній зовнішності Орлової, кінематограф став найпопулярнішим видом мистецтва в СРСР, який уже в 1930-і роки серйозно потіснив театр за кількістю глядачів і касовими зборами. Типаж Орлової — людина нового часу, енергійна, оптимістично налаштована, чарівна, весела і наполеглива, що крокує в світле сьогодення і майбутнє. Акторка професійно співала (лірико-колоратурне сопрано), грала на фортепіано, танцювала, виконувала акробатичні трюки. Проте драматичного дарування їй не вистачало. В результаті, після своїх успіхів 1930-1940-х років вона ні в театрі, ні в кіно особливо не проявилася.
Орлова ретельно дбала про свою зовнішність, стежила за модою, використовувала всі доступні медичні засоби подовження молодості шкіри і тіла. Вона впродовж багатьох років була примадонною радянського кіноекрану, вигідно відрізняючись від конкуруючих з нею кіноакторок першого плану — Л. Смирнової, М. Ладиніну — вишуканою аристократичною зовнішністю і доглянутістю.
Любов Орлова померла від раку підшлункової залози в 1975 році. Похована на Новодівичому кладовищі. На будинку, де в 1965—1975 роках жила Орлова (вулиця Велика Бронна, 29) встановлено меморіальну дошку.

## Фільмографія

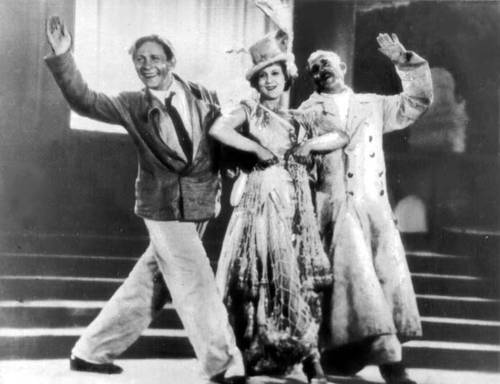
Кадр із фільму «Веселі хлоп'ята», Любов Орлова та Леонід Утьосов

1. 1933 — Любов Олени — Елен Гетвуд
2. 1934 — Петербурзька ніч — Грушенька
3. 1934 — Веселі хлоп'ята — Анюта
4. 1936 — Цирк — Маріон Діксон
5. 1938 — Волга-Волга — Дуня Петрова «Стрілка»
6. 1939 — Помилка інженера Кочина — Ксенія Лебедєва
7. 1940 — Світлий шлях — Таня Морозова, Попелюшка
8. 1941 — Бойова кінозбірка № 4
9. 1941 — Справа Артамонових — Паула Менотті
10. 1943 — Одна родина (не вийшов на екрани) — Катя
11. 1947 — Весна — акторка Шатрова, науковиця Ірина Нікітіна
12. 1949 — Зустріч на Ельбі — журналістка Джанет Шервуд
13. 1950 — Мусоргський — Тетяна Платонова
14. 1952 — Композитор Глінка — Людмила Іванівна
15. 1960 — Російський сувенір — Барбара (Варя Комарова)
16. 1963 — Мелодії Дунаєвського
17. 1974 — Шпак і Ліра (на екрани не вийшов) — Людмила Грекова («Ліра»)